# Maycon (ur. 1986)
Maycon Rogério Silva Calijuri (ur. 6 czerwca 1986 w Porto Alegre) – brazylijski piłkarz występujący na pozycji napastnika, wychowanek Fluminense FC. 

## Sukcesy

### FK Homel
- Wyszejszaja liha: Król strzelców (2009)

### Jagiellonia Białystok
- Puchar Polski: 2010

### BATE Borysów
- Wyszejszaja liha: 2012

## Kariera
Maycon trafił do Europy w 2008 roku z brazylijskiego Extrema FC, podpisując kontrakt z FK Homel. Na początku nie miał pewnego miejsca w składzie i grał zarówno w pierwszym zespole, jak i w rezerwach. W sezonie 2009 stał się podstawowym graczem i strzelając 15 bramek, zdobył koronę króla strzelców ligi białoruskiej. W styczniu 2010 roku przeszedł do Jagiellonii Białystok. 31 sierpnia trafił na wypożyczenie do Piasta Gliwice, w którym wystąpił w 25 meczach i strzelił 6 goli. Po zakończeniu rozgrywek wrócił do Jagiellonii, w której rozegrał cztery spotkania - dwa w Lidze Europy i dwa w Ekstraklasie. W grudniu 2011 roku Maycon został wypożyczony na pół roku z opcją transferu definitywnego do drużyny mistrza Białorusi, BATE Borysów. 31 stycznia 2013 roku rozwiązał za porozumieniem stron umowę z białostockim klubem.